# Macoszyn Duży
Macoszyn Duży [pronunciación en polaco: /maˈt͡sɔʂɨn ˈduʐɨ/] es una aldea ubicada en el distrito administrativo de Gmina Wola Uhruska, dentro del condado de Włodawa, voivodato de Lublin, en el este de Polonia, cerca de la frontera con Ucrania. Se encuentra a unos 11 kilómetros al noroeste de Wola Uhruska, a 20 kilómetros al sur de Włodawa, y a 68 kilómetros al este de la capital regional Lublin.